# Niculae Mircovici
Niculae Mircovici (n. 1 octombrie 1950, Cheglevici, Dudeștii Vechi, Republica Populară Română, România – d. 25 septembrie 2016) a fost un ofițer și politician român de etnie bulgară.
Ultima sa funcție militară a fost cea de comandant al garnizoanei Timișoara, în anul 2004. Din 2004 a reprezentat minoritatea bulgară în Parlamentul României, ales din partea Uniunii Bulgare din Banat-România.
În cadrul activității sale parlamentare, Niculae Mircovici a fost membru în următoarele grupuri de prietenie parlamentare:
- în legislatura 2004-2008: Republica Bulgaria, Statele Unite Mexicane, Republica Portugheză, Republica Tunisiană;
- în legislatura 2008-2012: Republica Bulgaria, Statele Unite Mexicane, Georgia;
- în legislatura 2012-2016: Republica Bulgaria.

Slujba de înmormântare a avut loc în Biserica Notre Dame din Timișoara.

## Vezi  și
- Bulgari bănățeni